# Saurogobio gymnocheilus
Saurogobio gymnocheilus är en fiskart som beskrevs av Lo, Yao och Chen, 1998. Saurogobio gymnocheilus ingår i släktet Saurogobio och familjen karpfiskar. Inga underarter finns listade i Catalogue of Life.